# Vierzig-Märtyrer-Kathedrale
Die Vierzig-Märtyrer-Kathedrale (arabisch كنيسة الأربعين شهيدا, DMG Kanīsat al-arbaʿīn šahīdan, armenisch Սրբոց Քառասնից Մանկանց Մայր Եկեղեցի) in der syrischen Stadt Aleppo ist eine armenisch-apostolische Kirche aus dem Anfang des 15. Jahrhunderts im alten christlichen Viertel Dschudaide (Judeida). Die dreischiffige Basilika ist eine der ältesten Kirchen der armenischen Diaspora und der Stadt Aleppo. Ihr Glockenturm aus dem Jahre 1912 ist vom europäischen Neobarock beeinflusst.
Im Bürgerkrieg in Syrien erlitten die Kirche und der zugehörige Baukomplex durch Angriffe im Januar und April 2015 schwere Schäden. 2017 wurde mit Rekonstruktionsarbeiten begonnen, und am 30. März 2019 wurde die wieder aufgebaute Kirche wiedereröffnet.

## Geschichte

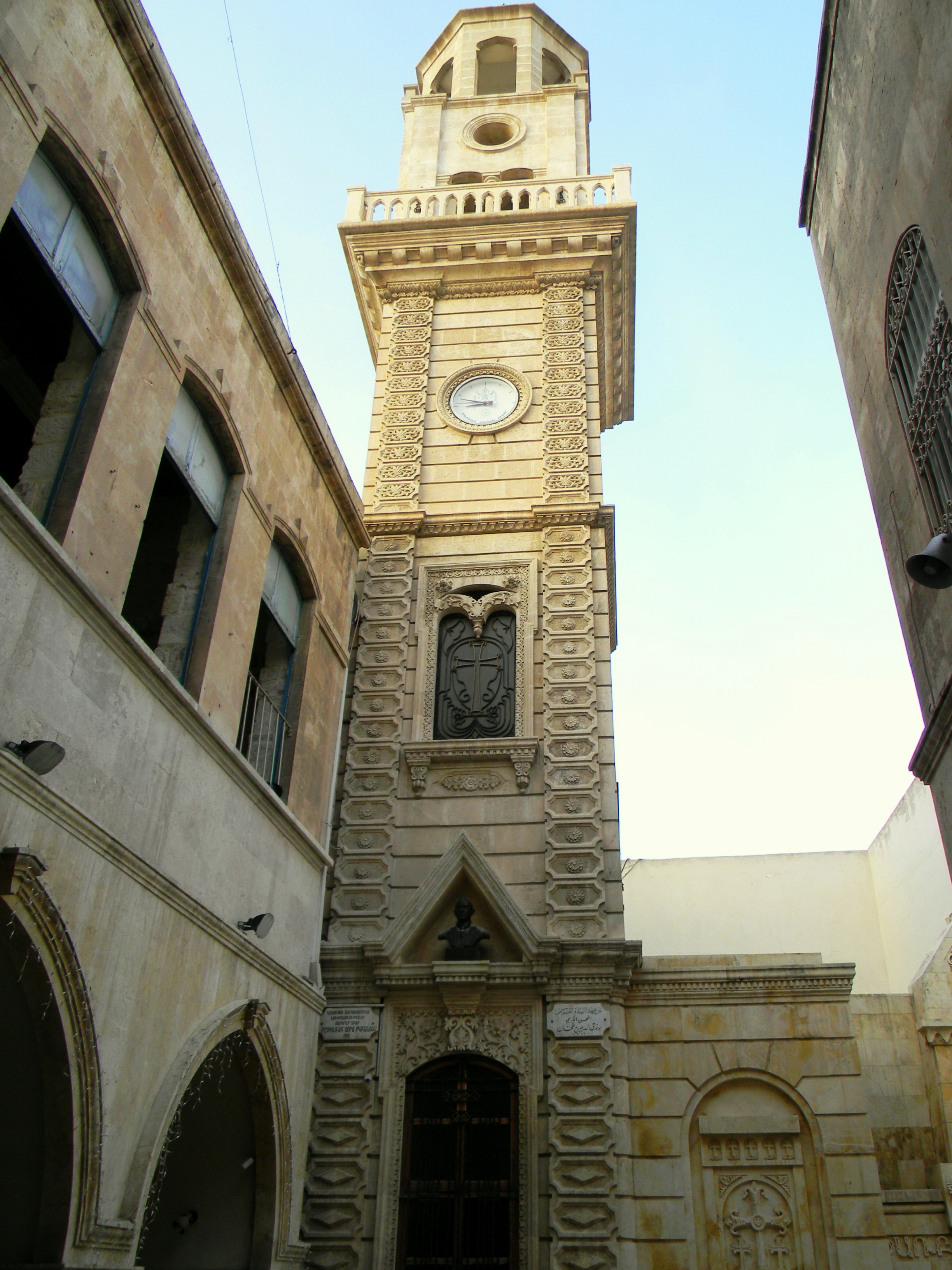
Die Kathedrale

Die 1429 erbaute Vierzig-Märtyrer-Kirche wurde 1476 in der zweiten Ausgabe des Buches The Exploit of the Holy Bible des Paters Melikseth in Aleppo erwähnt.
Sie wurde errichtet, um eine kleine Kapelle im alten christlichen Friedhof zu ersetzen. Die Kirche wurde zu Ehren einer Gruppe römischer Soldaten benannt, die das Märtyrertum in der Stadt Sebastia in Kleinarmenien erlitten, und alle wurden im Christentum als die Vierzig Märtyrer von Sebaste verehrt. Bis zum Ende des 15. Jahrhunderts hatte die Kirche eine Kapazität von 100 Gläubigen. 1499 bis 1500 wurde die Kirche vergrößert und ein neues Prälatsgebäude (Armenische Prälatur von Beria oder Beroea) wurde auf dem Kirchengelände errichtet, finanziert durch die Spende eines armenischen Intellektuellen namens Reyis Baron Yesayi. In den folgenden Jahren wurde die Kirche temporärer Sitz vieler armenischer Katholikoi des Heiligen Stuhls von Kilikien.
Während der ersten Jahre der Einweihung wurde die Kirche mit Grabsteinen aus dem armenischen Friedhof umgeben, bis 1579 der Friedhof umgebettet wurde und es nur noch Klerikern und der Elite der Gemeinde erlaubt wurde, auf dem Kirchengelände begraben zu werden.
Die Kirche wurde 1616 erneut durch die Spenden des Emirs Chodscha Bedig Tschelebi und der Aufsicht seines Bruders Chodscha Sanos Tschelebi renoviert. Am Ende des Jahres wurde die Kirche unter Anwesenheit des Katholikos Howhannes IV. von Aintab (Hovhannes IV. Aintabzi) und Bischof Katschatur Karkarez wiedereröffnet.

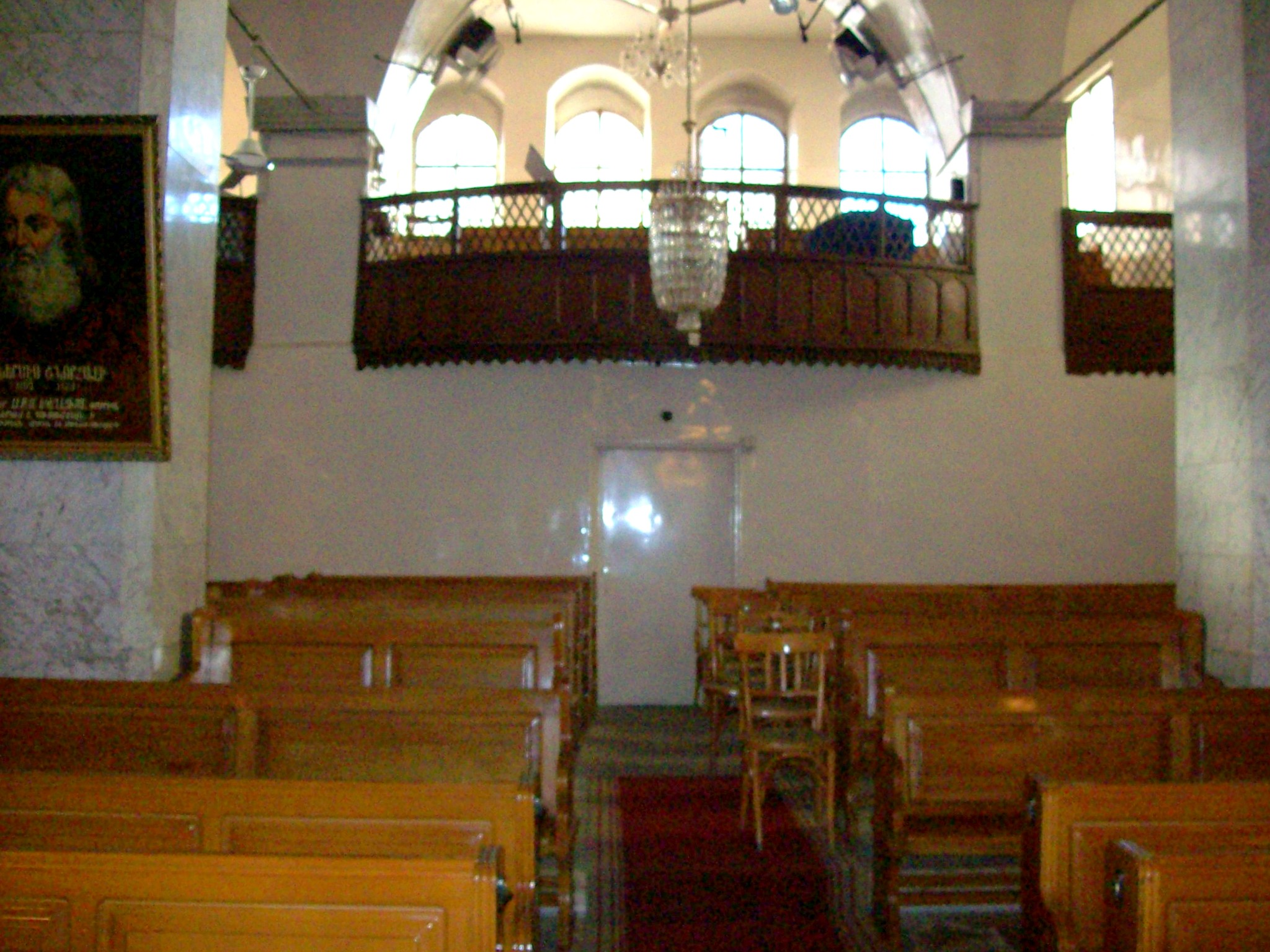
Kircheninneres

1624 begann die Prälatur als Folge der wachsenden Zahl armenischer Bürger und Pilger, damit, ein neues Viertel nahe der Kirche zu errichten, was noch weiterhin seinen Ursprungsnamen Hokedun (Spirituelles Haus) behält. Das Hokedun wurde als ein Rasthaus mit 23 großen Zimmern, das für die armenischen Pilger auf ihrem Weg nach Jerusalem diente, gewidmet. Es wurde durch die Spende des Chodscha Gharibjan erbaut.
Der italienische Entdecker Pietro Della Valle, welcher Aleppo 1625 besuchte, beschrieb die Kirche als eine der vier an einem Platz mit einem Tor nebeneinander errichteten Kirchen im neu gebauten Christenviertel Dschudaida. Die anderen drei Kirchen sind die griechisch-orthodoxe Kirche der Entschlafung Unserer Frau, die armenische Heilige-Mutter-Gottes-Kirche (die heutige Sarehian-Schatzkammer) sowie die alte maronitische Kirche des Sankt Elias.
Die Kirche hatte drei Altäre, ein 1874 erbautes Obergeschoss und ein 1888 platziertes Taufbecken. Die Kirche hatte keine Glocken bis zum Jahre 1912, als durch die Spende des syrisch-armenischen Philanthropen Rizkallah Tahhan aus Brasilien ein Glockenturm errichtet wurde. Am 28. Mai 1991 wurde durch die Spende der Keledjian-Brüder aus Aleppo auf dem Gelände neben dem Kircheingang eine Chatschkar-Gedenkstätte errichtet, das den Opfern des Völkermords an den Armeniern gewidmet ist.
Am 26. April 2000 markierte die armenische Gemeinde von Aleppo den 500. Jahrestag der ersten Erweiterung der Kirche, unter der Schirmherrschaft von Katholikos Aram I. und in der Regentschaft des Erzbischofs Souren Kataroyan.
Im Januar 2015 traf im Verlauf des Bürgerkriegs in Syrien ein Geschoss die Kuppel, die teilweise einbrach. Im April 2015 wurden erhebliche Teile des Gebäudekomplexes zerstört; auch das Kirchengebäude selbst erlitt weitere Schäden. Nach der Vertreibung der islamistischen Rebellen im Dezember 2016 wurden Geld und Sachmittel gesammelt, so dass 2017 mit den Arbeiten zum Wiederaufbau begonnen werden konnte. Am 30. März 2019 wurde die rekonstruierte Kirche durch den Katholikos von Kilikien Aram I. Keshishian wiedereröffnet.

## Ikonen

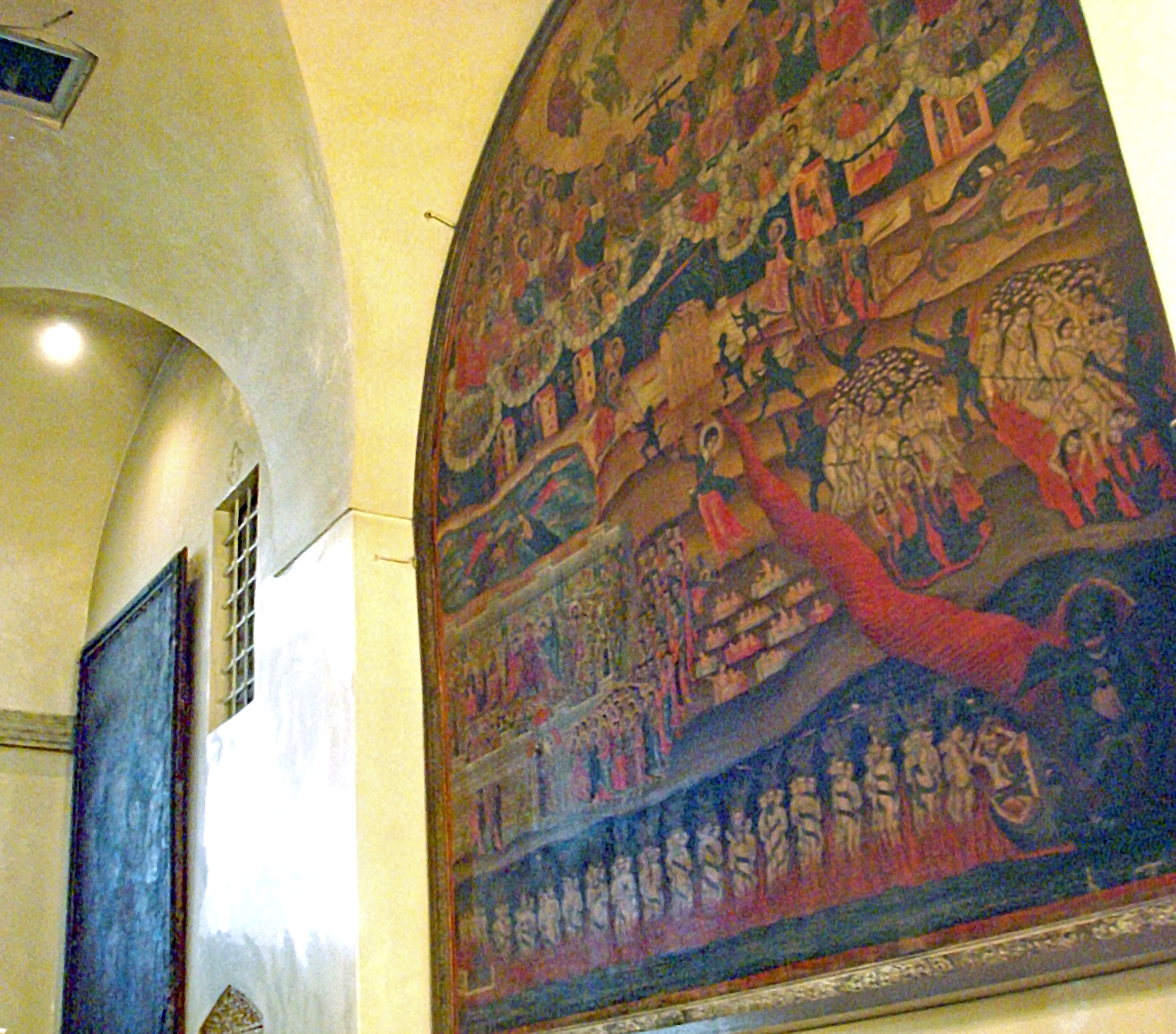
Das Jüngste Gericht (1708)

Die Kirche ist reich sowohl an alte, als auch an moderne Ikonen, mit mehr als 30 Stücken:
- Die Mutter Gottes (Leinwand, 96 cm × 118 cm, 1663 von Der-Megerdich)
- Jungfrau Maria mit Jesus (Leinwand, 115 cm × 145 cm, 1669 von einem unbekannten armenischen Maler)
- Die Taufe Jesu (Leinwand, 66 cm × 90 cm, aus dem 17. Jahrhundert)
- Die Anbetung der Heiligen Drei Könige (Leinwand, 112 × 134 cm, aus dem 17. Jahrhundert von einem unbekannten armenischen Maler)
- Johannes der Täufer (Holz-Farbe, 39 cm × 76 cm, 1720 von Kevork Anania)
- St. Josef (Holz-Farbe, 39 cm × 76 cm, 1720 von Kevork Anania)
- Jungfrau Maria mit Jesus (Holz-Farbe, 46 cm × 126 cm, 1729 von Kevork Anania)
- Die Taufe Jesu Christi (Holz-Farbe, 86 cm × 105 cm, 1756 von Kevork Anania)
- Jungfrau Maria umgeben von den Aposteln (Leinwand, 70 cm × 80 cm, aus dem späten 18. Jahrhundert von einem unbekannten armenischen Maler)
- Das jüngste Gericht, einer der berühmtesten Ikonen der Aleppiner Schule (Leinwand, 400 cm × 600 cm, 1703 von Nehmatallah Hovsep)

Mit der Initiative des Erzbischofs Souren Kataroyan wurden die meisten der Symbole zwischen 1993 und 1996 vom armenischen Experten Andranik Antonyan renoviert.

## Kirche der Heiligen Mutter Gottes

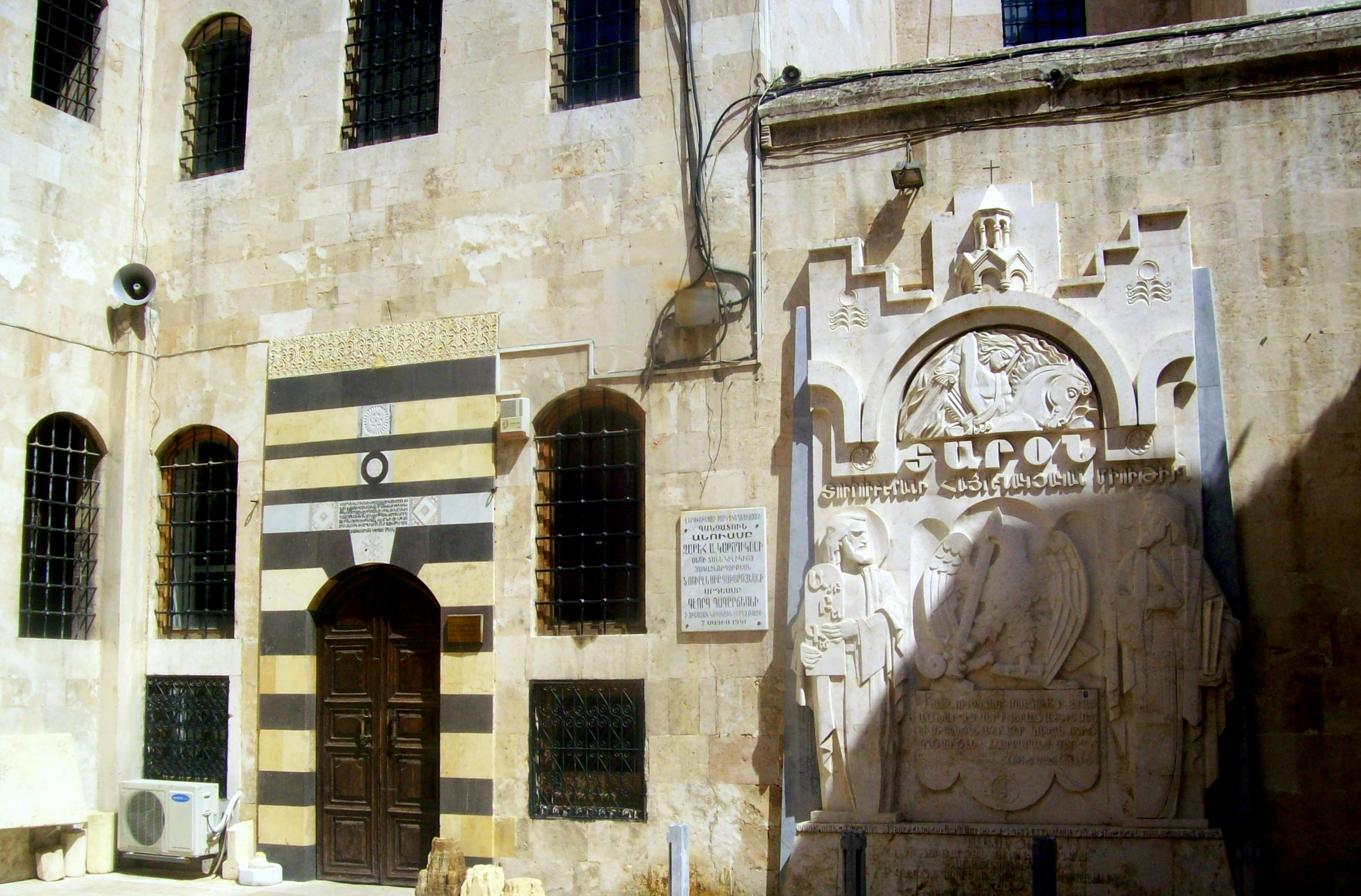
Sarehian-Schatzkammer

Die alte Kirche der Heiligen Mutter Gottes wurde vor 1942 errichtet, zu einem Zeitpunkt, als die armenische Gemeinde als bedeutungsvollste Gemeinschaft mit ihren eigenen Klerikern, Gelehrten und einem Prälaten neu formiert wurde. Diese kleine Kirche wurde in den Jahren 1535, 1784 und 1849 sowie 1955 mehreren Renovierungen unterzogen. Die Kirche blieb bis zum Beginn des 20. Jahrhunderts aktiv, als es in eine Bibliothek umgewandelt wurde. Im Jahre 1991 wurde das Bibliotheksgebäude in die Sarehian-Schatzkammer der armenisch-apostolischen Kirche von Aleppo umgewandelt, in Erinnerung an den Katholikos Sareh I. aus dem Großen Haus von Kilikien, der als Erzbischof der Diözese von Aleppo gedient hatte, bevor er Katholikos wurde.
Als Nachfolgekirche der alten Kirche der Heiligen Muttergottes in al-Dschudaide wird von der armenisch-apostolischen Gemeinde Aleppos die 1983 konsekrierte Kirche der Heiligen Muttergottes im Stadtteil Sulaymaniyah aufgefasst.

## Derzeitiger Status
Die Vierzig-Märtyrer-Kathedrale ist der Sitz des armenischen Prälatur von Aleppo und eine der ältesten aktiven Kirchen in der Stadt. Es ist auch eine der ältesten funktionierenden Kirchen in der armenischen Diaspora. Im Jahre 1991 wurde die alte Kirche der Heiligen Mutter Gottes als Sarehian-Schatzkammer wiedereröffnet, auch das Museum der armenisch-apostolischen Kirche im Vierzig-Märtyrer-Kathedralemkomplex. Das alte Gebäude der Prälatur, das sich zwischen dem Museum und der heutigen Kirche befindet, ist im Umbau. Der Kirchenkomplex enthält auch die Armenische Haygazian-Schule, das Awetis-Aharonian-Theater und den Nikol-Aghbalian-Zweig der Hamazkayin Bildungs- und Kulturgesellschaft. Das heutige Gebäude der Prälatur steht nur wenige Meter entfernt neben der Kirche.

## Galerie

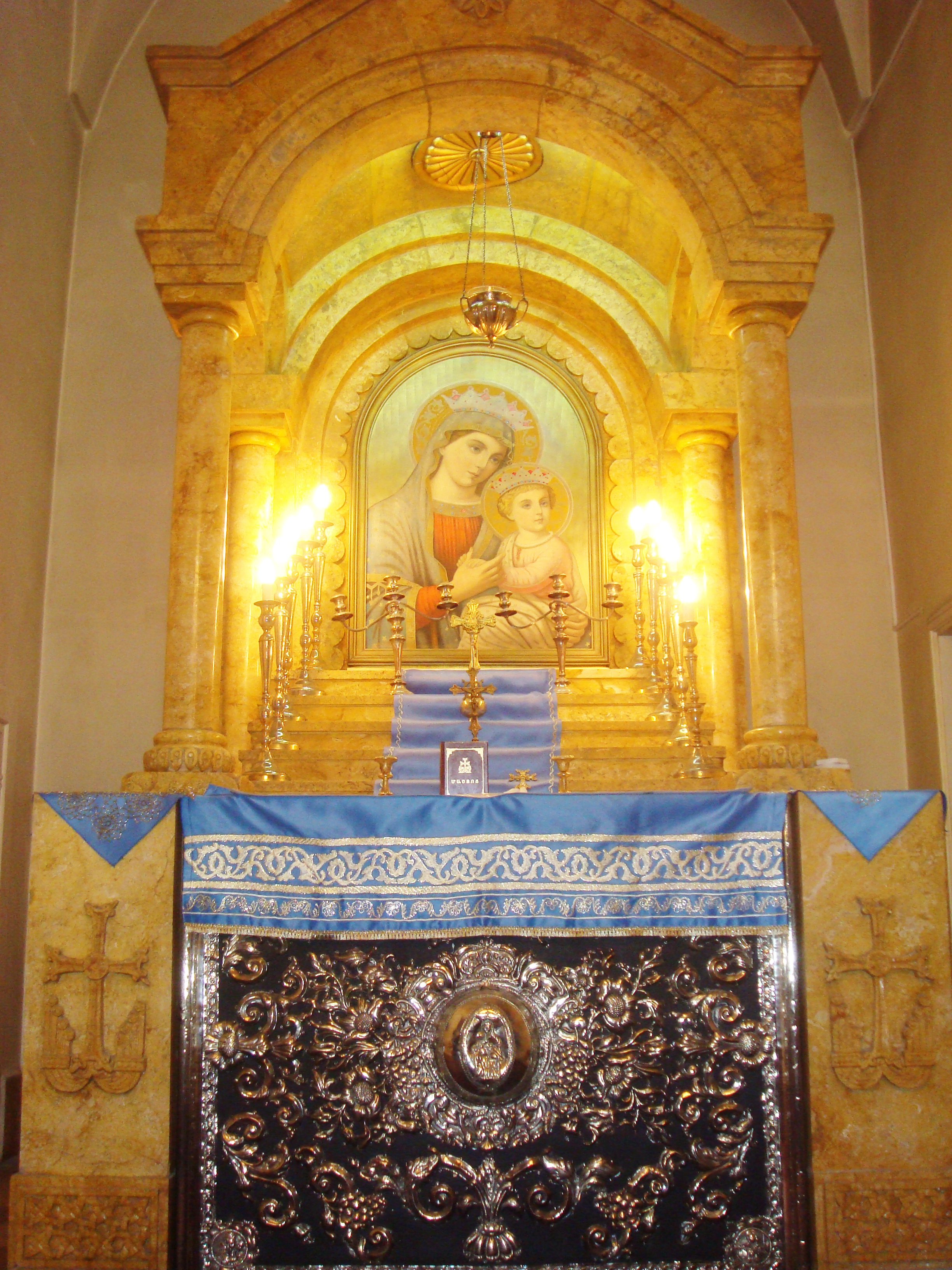
Nördlicher Altar
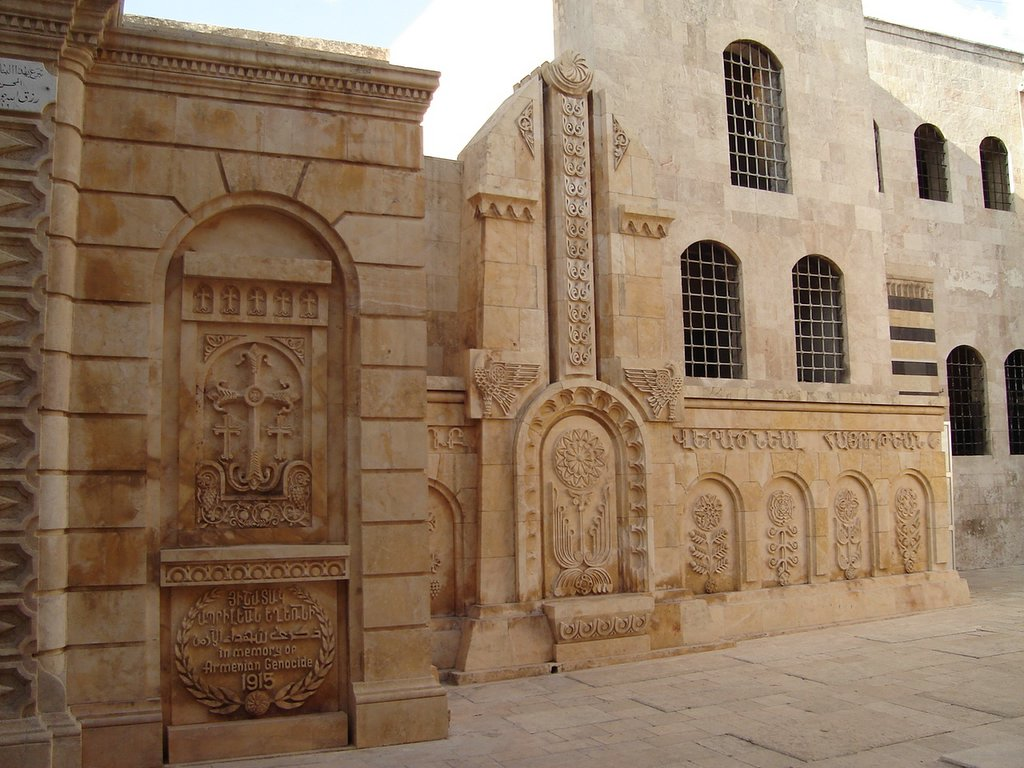
Monument zum Völkermord an den Armeniern im Kirchgelände
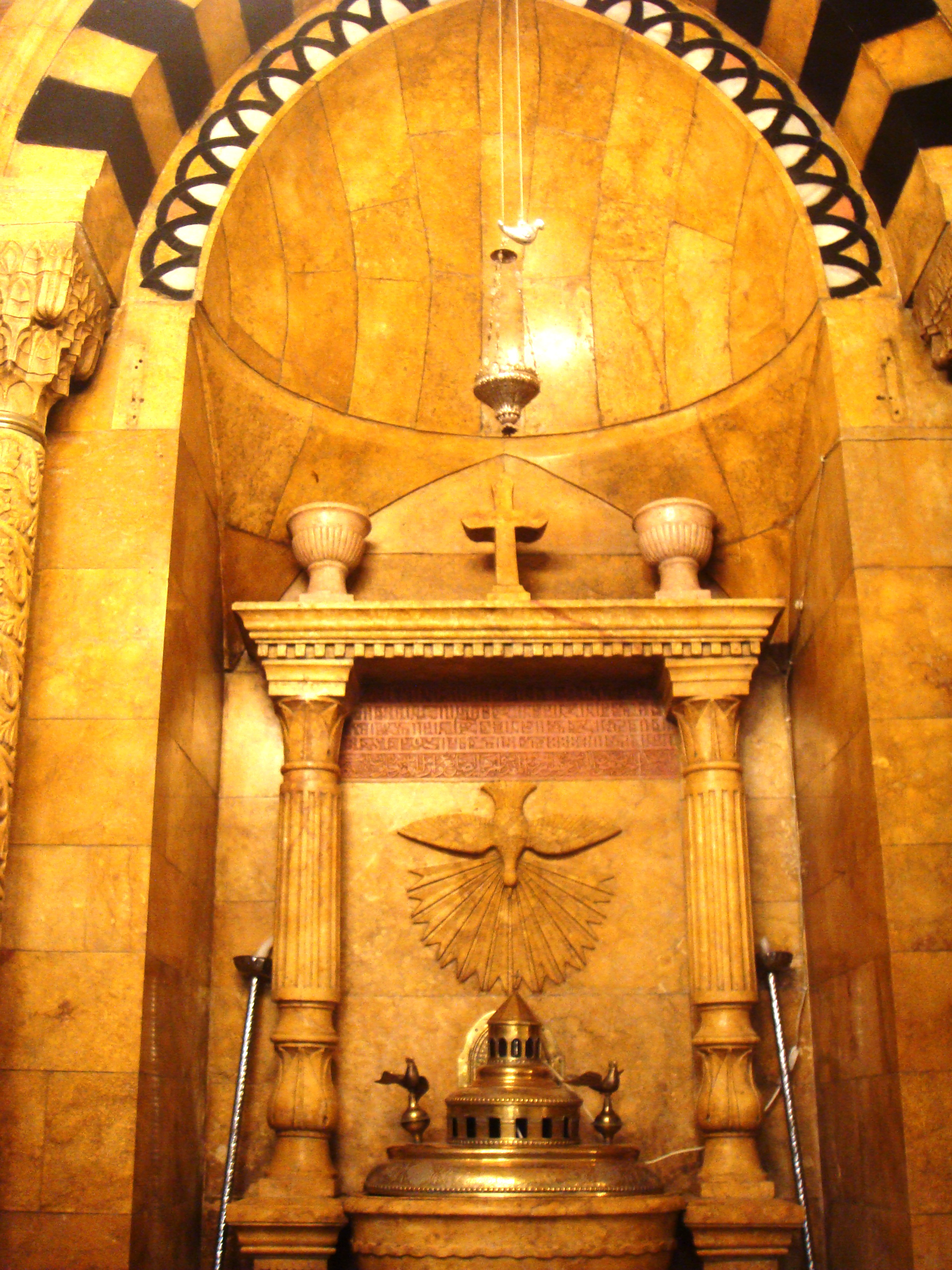
Tauffront
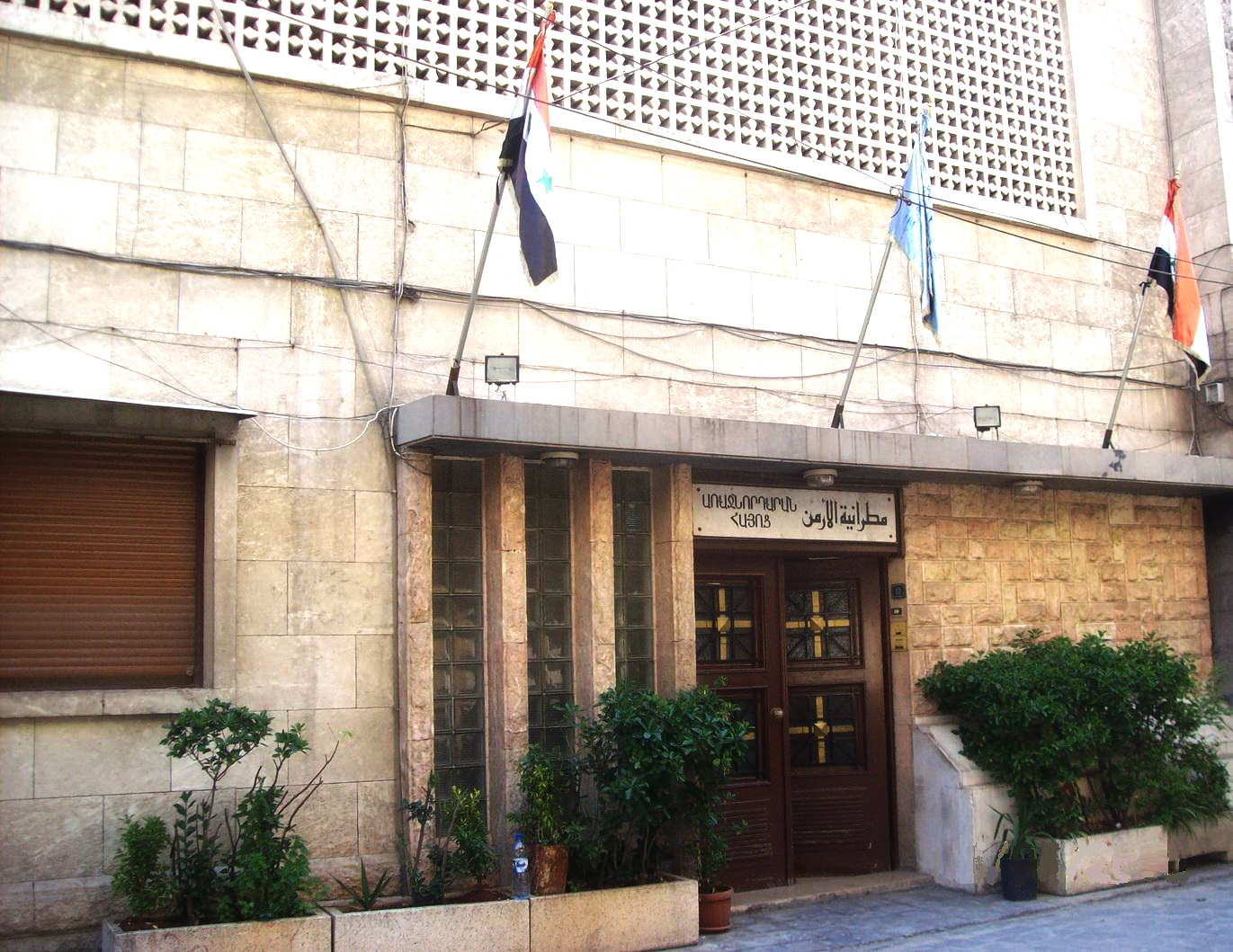
Die armenische Prälatur vor der Kathedrale